# Terre Haute
Terre Haute is een plaats (city) in de Amerikaanse staat Indiana, en valt bestuurlijk gezien onder Vigo County.

## Gevangenis
In Terre Haute is sinds 1940 het Federal Correctional Complex, Terre Haute gelegen. Deze federale gevangenis is sinds 1995 aangeduid als de enige Amerikaanse federale gevangenis met een death row waar veroordeelden met een dodelijke injectie ook geëxecuteerd kunnen worden. Timothy McVeigh, de dader van de bomaanslag in Oklahoma City was in 2001 na tientallen jaren van niet uitvoering van de doodstraf op federaal niveau de eerste waarbij de doodstraf in Terre Haute werd uitgevoerd. Na hem volgden nog twee personen, in 2001 en 2003. Er zijn nu een zestigtal gedetineerden, waarvan de meesten in Terre Haute gevangen zitten, die veroordeeld zijn tot de doodstraf. Daarna was er een lange pauze waarin er geen federale executies meer werden uitgevoerd, tot in 2020 waarin 20 gevangenen werden geëxecuteerd.

## Demografie
Bij de volkstelling in 2000 werd het aantal inwoners vastgesteld op 59.614.
In 2006 is het aantal inwoners door het United States Census Bureau geschat op 57.259, een daling van 2355 (-4.0%).

## Geografie
Volgens het United States Census Bureau beslaat de plaats een oppervlakte van
83,1 km², waarvan 80,9 km² land en 2,2 km² water. Terre Haute ligt op ongeveer 149 m boven zeeniveau.

## Plaatsen in de nabije omgeving
De onderstaande figuur toont nabijgelegen plaatsen in een straal van 20 km rond Terre Haute.

## Geboren
- Eugene Debs (1855-1926), vakbondsman en politicus
- Theodore Dreiser (1871-1945), schrijver en journalist
- Max Ehrmann (1872-1945), schrijver, dichter en advocaat
- Claude Thornhill (1909-1965), jazzpianist, arrangeur en orkestleider
- Scatman Crothers (1910-1986), jazzzanger, componist en arrangeur
- Jess Hahn (1921-1998), Amerikaans-Frans acteur
- Hubert Dreyfus (1929-2017), filosoof
- Greg Bell (1930-2025), verspringer
- Bryan Hunt (1947), beeldhouwer
- Mick Mars (1951), gitarist
- Danny Lauby (1992), darter

## Gestorven
- Ellen Church (1904-1965), de eerste stewardess
- Timothy McVeigh (1968-2001), terrorist